# Alfredo Bifulco
Alfredo Bifulco (Ottaviano, 19 gennaio 1997) è un calciatore italiano, ala del Campobasso.

## Caratteristiche tecniche
È un'ala, capace di giocare su entrambe le fasce, dotata di grande resistenza atletica e abile nell'attaccare gli avversari in velocità.

## Carriera

### Club
Cresciuto nella Polisportiva Saint Joseph di San Giuseppe Vesuviano, nel 2010 passa al Napoli, portato da Luigi Caffarelli (all'epoca responsabile del settore giovanile del club azzurro).
Il 6 agosto 2015 viene ceduto in prestito al Rimini, club militante in Lega Pro, con cui il 2 aprile 2016 segna il primo gol tra i professionisti, nella partita pareggiata per 1-1 contro il Teramo.
Il 27 luglio 2016 si trasferisce, sempre a titolo temporaneo, al Carpi, salendo così di categoria. Termina la sua prima stagione in cadetteria con 20 presenze e 3 reti. Il 14 agosto 2017 passa, con la stessa formula, alla Pro Vercelli. Segnando al termine della stagione 4 reti in 29 presenze. Il 18 agosto 2018 viene ceduto in prestito annuale alla Ternana. segna la sua prima rete il 12 dicembre contro il Südtirol. Nella partita successiva terminata 3-3 contro la Giana Erminio segna la sua prima doppietta in carriera realizzando la prima e la seconda rete per la sua squadra, si ripete segnando in'altra rete nella giornata successiva contro il Ravenna arrivando a segnare almeno un gol in tre partite consecutive. Termina la stagione con 33 presenze, segnando ben 5 reti confermandosi uno dei veri e propri pilastri della squadra umbra e dimostrando ottime doti di crescita professionale.
Durante l'estate del 2019 il calciatore viene ceduto in prestito alla Juve Stabia.Il 21 dicembre segna la sua prima rete con i campani, in occasione del successo per 2-0 sul Venezia. Va a segno poi di nuovo l'8 marzo 2020 nel successo interno sullo Spezia per 3-1. Chiude la stagione con 2 reti in 26 presenze, retrocedendo in serie C al termine dell'annata. 
Tornato al Napoli, il 29 settembre 2020 viene ceduto a titolo definitivo al Padova, col quale firma un contratto triennale. Il 7 ottobre segna la sua prima rete con i veneti, nel successo sul Mantova per 3-1. Al termine della stagione 2021-2022, Terrani rifiuta il trasferimento a un'altra squadra e viene messo fuori rosa dal club biancoscudato.
Il 12 gennaio 2023 arriva a titolo definitivo al Taranto. L'8 aprile successivo segna i primi 2 gol con il Taranto nella partita vinta per 3-0 in casa contro il Pescara. Rimane a Taranto anche nella stagione successiva sotto la guida di Ezio Capuano, dove riuscirà a trovare continuità e a mettere a segno diversi gol importanti, cioè contro Turris e le doppiette contro il Messina e il Latina.
Il 22 luglio 2024, viene ingaggiato a parametro zero dal Trapani, neo-promosso in Serie C.
Il 3 gennaio 2025 viene ceduto al Campobasso.

### Nazionale
Inizia la trafila nella nazionale italiana nel 2013 venendo convocato con l'Under-17, dal 2014 al 2015 ha fatto parte dell'Under-18 dove è sceso in campo in 6 occasioni segnando 4 reti. Le ottime prestazioni gli valgono la chiamata dell'Under-19 dove gioca 11 partite e segna 2 reti, nel 2017 viene convocato dal CT Alberico Evani per il campionato mondiale Under-20 in Corea del Sud, dove conquista il terzo posto finale. Nel 2018 è stato convocato dalla B Italia scendendo in campo in un'occasione.

## Statistiche

### Presenze e reti nei club
Statistiche aggiornate al 16 agosto 2025.
| Stagione        | Squadra         | Campionato      | Campionato | Campionato | Coppe nazionali | Coppe nazionali | Coppe nazionali | Coppe continentali | Coppe continentali | Coppe continentali | Altre coppe | Altre coppe | Altre coppe | Totale | Totale |
| Stagione        | Squadra         | Comp            | Pres       | Reti       | Comp            | Pres            | Reti            | Comp               | Pres               | Reti               | Comp        | Pres        | Reti        | Pres   | Reti   |
| --------------- | --------------- | --------------- | ---------- | ---------- | --------------- | --------------- | --------------- | ------------------ | ------------------ | ------------------ | ----------- | ----------- | ----------- | ------ | ------ |
| 2015-2016       | Rimini          | LP              | 19+2       | 1          | CI-LP           | 2               | 0               |                    | -                  | -                  |             | -           | -           | 23     | 1      |
| 2016-2017       | Carpi           | B               | 20         | 3          | CI              | 1               | 0               |                    | -                  | -                  |             | -           | -           | 21     | 3      |
| 2017-2018       | Pro Vercelli    | B               | 29         | 4          | CI              | 0               | 0               |                    | -                  | -                  |             | -           | -           | 29     | 4      |
| 2018-2019       | Ternana         | C               | 33         | 5          | CI+CI-C         | 0+1             | 0+1             |                    | -                  | -                  |             | -           | -           | 34     | 6      |
| 2019-2020       | Juve Stabia     | B               | 26         | 2          | CI              | -               | -               |                    | -                  | -                  |             | -           | -           | 26     | 2      |
| 2020-2021       | Padova          | C               | 26+5       | 5          | CI              | 0               | 0               |                    | -                  | -                  |             | -           | -           | 31     | 5      |
| 2021-2022       | Padova          | C               | 23+4       | 4          | CI-C+CI         | 7+1             | 3               |                    | -                  | -                  |             | -           | -           | 35     | 7      |
| 2022-gen. 2023  | Padova          | C               | 0          | 0          | CI-C            | 3               | 1               |                    | -                  | -                  |             | -           | -           | 3      | 1      |
| Totale Padova   | Totale Padova   | Totale Padova   | 49+9       | 9          |                 | 11              | 4               |                    | -                  | -                  |             | -           | -           | 69     | 13     |
| gen.-giu. 2023  | Taranto         | C               | 9          | 2          | CI-C            | 0               | 0               |                    | -                  | -                  |             | -           | -           | 9      | 2      |
| 2023-2024       | Taranto         | C               | 32+4       | 7          | CI-C            | 1               | 0               |                    |                    |                    |             |             |             | 37     | 7      |
| Totale Taranto  | Totale Taranto  | Totale Taranto  | 41+4       | 9          |                 | 1               | 0               |                    | -                  | -                  |             | -           | -           | 46     | 9      |
| 2024-gen. 2025  | Trapani         | C               | 17         | 3          | CI-C            | 4               | 0               | -                  | -                  | -                  | -           | -           | -           | 21     | 3      |
| gen.-giu. 2025  | Campobasso      | C               | 18         | 3          | CI-C            | -               | -               | -                  | -                  | -                  | -           | -           | -           | 18     | 3      |
| 2025-2026       | Campobasso      | C               | -          | -          | CI-C            | 1               | 1               | -                  | -                  | -                  | -           | -           | -           | 1      | 1      |
| Totale carriera | Totale carriera | Totale carriera | 267        | 39         |                 | 21              | 6               |                    | -                  | -                  |             | -           | -           | 288    | 45     |

## Palmarès

### Club

#### Competizioni nazionali
- Coppa Italia Serie C: 1

Padova: 2021-2022